# (31189) Tricomi
(31189) Tricomi est un astéroïde de la ceinture principale.

## Description
(31189) Tricomi est un astéroïde de la ceinture principale. Il fut découvert le 27 décembre 1997 à Prescott (Arizona) par Paul G. Comba. Il présente une orbite caractérisée par un demi-grand axe de 2,53 UA, une excentricité de 0,19 et une inclinaison de 10,5° par rapport à l'écliptique.

## Compléments